# Megachile gigantea
Megachile gigantea là một loài Hymenoptera trong họ Megachilidae. Loài này được Friese mô tả khoa học năm 1911.